# Спиритический портрет
«Спирити́ческий портре́т» (фр. Le portrait spirituel) — немой короткометражный фильм Жоржа Мельеса. Премьера состоялась в США 15 августа 1903 года.

## Сюжет
Фокусник делает из обычных вещей свой автопортрет.

## В ролях
- Жорж Мельес